# Dicerca hesperoborealis
Dicerca hesperoborealis är en skalbaggsart som beskrevs av Hatch och Beer 1938. Dicerca hesperoborealis ingår i släktet Dicerca och familjen praktbaggar. Inga underarter finns listade i Catalogue of Life.